# Ivan Turbincă (film)
Ivan Turbincă este un film românesc din 1996 regizat de Radu Popovici, realizat după povestea „Ivan Turbincă” de Ion Creangă. Scenariul este scris de Alecu Popovici.
A apărut în cadrul emisiunii Arlechino.

## Prezentare
Dumnezeu și cu Sfântul Petru caută paznic pentru porțile Raiului și coboară pe Pământ ca să găsească persoana potrivită. Filmul prezintă peripețiile lui Ivan Turbincă ca paznic al porților Raiului.

## Distribuție
Mihai Gruia Sandu - Ivan Turbincă 

Eugen Cristea - Dumnezeu 

Armand Calotă - Sfântul Petre 

Liliana Gavrilescu - Moartea 

Cristian Nicolae - Generalul, Scaraoțchi 

Tiberiu Păun și Dana Tapalagă- subalterni ai lui Scaraoțchi 

Ioana Macarie, Cristina Bercuci si Sînziana Arhire - diavolițele dansatoare 

Tudorel Filimon - Boierul 

Mircea Tîrnăcop - Soldat

Bogdan Ghițulescu și Gabi Florea - slugile boierului 